# Neckera aurescens
Neckera aurescens là một loài Rêu trong họ Neckeraceae. Loài này được Hampe miêu tả khoa học đầu tiên năm 1856.